# 토튼신탁
토튼신탁(Totten trust)은 미국의 몇몇 주에서 허용되는 신탁으로 신탁인이 수혜자를 위해 수혜자 이름으로 은행계좌를 개설하는 방식으로 설립된다. 미국 뉴욕법원의 Matter of Totten(179 N.Y. 112 (1904))판결에서 유래되었으며 가디언 계좌라고도 한다. 신탁설립자의 사망전에 명시적으로나 묵시적으로 취소가 가능하나 사망 후는 불가하며 수혜자의 채권자가 토튼신탁에 대해 강제집행할 수 없다. 이 계좌 내 자금은 언제든지 '취소가능'하고 만약 돈을 넣는 부모나 조부모가 사망할 경우 법원의 유언검증과정을 거치지 않고 원하는 수혜자에게 바로 돈이 트렌스퍼 될 수 있도록 하기 위해 설정되는 것이다. 수혜자가 신탁인보다 일찍 사망하는 경우 신탁은 자동적으로 종료된다.

## 참고 문헌
- 잘사는 재테크 UMTA2 LA중앙일보 서니이/공인 자산 플래너 03.28.12 보관됨 2016-03-05 - 웨이백 머신
- 명순구, 현대미국신탁법, 세창출판사, 2005 ISBN 9788984111240
- 임채웅 역, 미국신탁법 : 유언과 신탁에 대한 새로운 이해, 박영사, 2011  ISBN 9788964546284

## 같이 보기
- 복귀신탁